# Karim Pakradouni
Karim Pakradouni (armenisch Քերիմ Բագրատունի, arabisch كريم بقرادوني; * 18. August 1944 in Bourj Hammoud bei Beirut) ist ein libanesischer Rechtsanwalt; er war ein armenisch-apostolischer Christ, der nun zu den Maroniten konvertiert ist.
Pakradouni wurde als Sohn eines armenisch-orthodoxen Vaters und einer maronitischen Mutter geboren. Er hat keine familiären Beziehungen zur politischen Elite des Libanon. Sein Vater Minas Pakradounian verließ 1920 Armenien und siedelte sich in Aleppo an, bevor er einige Jahre später in den Großlibanon zog.
Pakradouni, der an der Université Saint-Joseph graduierte, war seit 1968 eine der führenden Figuren in der Kata’ib-Partei und wurde im Jahre 1970 wurde in die politische Führung der Partei gewählt. Er führte die sogenannte Gruppierung der "Arabisten" in der Phalange, die enge Beziehungen mit Syrien favorisierten. Während der 1980er-Jahre war er eine der führenden Personen in den Forces Libanaises. 2004 war er Staatsminister für Verwaltungsentwicklung in der Regierung von Rafic Hariri.